# Sphaerodactylus randi
Sphaerodactylus randi este o specie de șopârle din genul Sphaerodactylus, familia Gekkonidae, descrisă de Shreve 1968.

## Subspecii
Această specie cuprinde următoarele subspecii:
- S. r. methorius
- S. r. strahmi
- S. r. randi